# Peterson Rail
Peterson Rail war ein norwegisch-schwedisches Güterverkehrsunternehmen, das am 2. Juli 2007 gegründet wurde. Es beförderte Holz- und Hackschnitzel-Züge innerhalb Norwegens und von Norwegen nach Schweden. 2010 hatte das Unternehmen eine Bilanzsumme von 33,8 Mill. SEK.
Das schwedische Büro des Unternehmens war in Trollhättan. Das international tätige Unternehmen war Betriebszweig eines im Jahre 1801 von Momme Peterson in Norwegen gegründeten Unternehmens, das mit einem Verkaufsladen in Moss begann. Das Hauptgeschäft von Peterson liegt in Faser-Verpackungslösungen und in der Herstellung von Papier auf Recycling-Basis. Im März 2011 wurde Peterson Rail eine Tochtergesellschaft der neu gegründeten Nordic Rail AS. Für 2011 lagen die Umsatzerwartungen bei 125 Millionen SEK. Beim Start im Jahr 2007 mit sechs Teilzeitkräften lagen die Erwartungen im Personalbereich Ende 2011 bei 60 bis 70 Angestellten.
Zum 1. Oktober 2011 übernahm Peterson Rail die Verkehrsleistungen von Stena Recyclings tågverksamhet. Peterson Rail übernahm dazu fünf Diesellokomotiven des Typs TMZ und mehr als hundert Wagen für den Transport von Eisen und Schrott. Am 11. Mai 2012 stellte Peterson Rail Konkursantrag.

## Fahrzeugpark
Für die Transportaufgaben standen dem Unternehmen folgende Fahrzeuge zur Verfügung:
- 4 Elektrolokomotiven Typ 185, TRAXX F140AC2 von Bombardier, Nr. 185 675/686/687/715 (geleast von Railpool)[6]
- 2 Elektrolokomotiven Typ El 18
- 13 Diesellokomotiven Typ TMZ, unter anderem DSB MZ NOHAB Nr. 1405, 1409 und 1447 im Einsatz, Nr. 1455 Reservelok[6]
- 1 Diesellokomotive Typ T43 (T43 214)[6]
- 1 Diesellokomotive Typ Z71
- 1 Diesellokomotive Typ V10 (DHG700C)[6]

- 60 Holztransportwagen Typ Sgnss
- 60 Holztransportwagen Typ Rs/Rps
- 19 geschlossene Güterwagen Typ Lis

Die Lokomotiven wurden nach dem Konkurs größtenteils an die 2009 gegründete BLS Rail AB abgegeben.